# Mirko Mazzari
Mirko Mazzari (Ravenna, 25 gennaio 1975) è un nuotatore italiano.

## Carriera
Cresciuto nelle file dell'attuale Rinascita Team Romagna Nuoto (RTRN) di Ravenna, è stato allenato sin dalla giovane età dal tecnico Athos Maggioli. Specializzato nel dorso (tanto da essere considerato dai più grandi esperti di nuoto italiani "Il dorso più bello d'Italia"), ha avuto una lunga carriera in cui si è distinto per anni nei campionati italiani come avversario di Stefano Battistelli e di Emanuele Merisi. 
Nelle gare internazionali con la nazionale, dopo le due medaglie vinte ai campionati europei giovanili di nuoto ha raggiunto la finale olimpica nel 1996 ad Atlanta e quelle europee del 1999 e del 2000, sempre nei 200 metri dorso.
Da segnalare che nel 2004 ha disputato a Gubbio i campionati italiani di nuoto per salvamento.

## Palmarès
nota: questa lista è incompleta
| Giochi Olimpici               | ---                   | 200 m dorso              |
| 1996 Atlanta Stati Uniti      | ---                   | 7º 2'01"27               |
| 2000 Sydney Australia         | ---                   | 25º in batteria 2'02"13  |
| Mondiali in vasca corta       | 100 m dorso           | 200 m dorso              |
| 2004 Indianapolis Stati Uniti | 19º in batteria 55"05 | 9º in batteria 1'57"34   |
| Campionati europei            | 100 m dorso           | 200 m dorso              |
| 1995 Vienna Austria           | 2º in finale B 56"71  | ---                      |
| 1999 Istanbul Turchia         | ---                   | 8º 2'03"17               |
| 2000 Helsinki Finlandia       | ---                   | 7º 2'01"39               |
| Europei in vasca corta        | ---                   | 200 m dorso              |
| 2005 Trieste Italia           | ---                   | 11º in batteria 1'57""26 |
| Giochi del Mediterraneo       | 100 m dorso           | 200 m dorso              |
| 2005 Almeria Spagna           | 11º in batteria 57"82 | 5º 2'03"15               |
| Universiadi                   | ---                   | 200 m dorso              |
| 1997 Messina Italia           | ---                   | 4º 2'03"10               |
| Europei giovanili             | 100 m dorso           | 200 m dorso              |
| 1992 Leeds Regno Unito        | Argento 58"93         | Argento 2'04"64          |

### Altri risultati
- Campionati mondiali militari 2002 - Warendorf  Germania:

 Bronzo nella staffetta 4 x 200 m stile libero
 Oro nella staffetta 400 m mista
- Campionati mondiali militari 2003 - Berlino  Germania:

 Oro nella staffetta 4 x 200 m stile libero
 Argento nella staffetta 400 m mista

#### Campionati italiani
6 titoli individuali e 6 in staffette, così ripartiti:
- 2 nella 4 x 200 m sl
- 1 nei 100 m dorso
- 5 nei 200 m dorso
- 4 nella 4 x 100 m mista

fino al 1995 sono indicate solo le vittorie, dal 1996 tutti i podî
| Anno | Edizione    | st.libero 400 m | st.libero 4x200 m | dorso 50 m | dorso 100 m | dorso 200 m | mista 4x100 m |
| ---- | ----------- | --------------- | ----------------- | ---------- | ----------- | ----------- | ------------- |
| 1995 | Estivi      | -               | -                 | nd         | -           | -           | 1             |
| 1996 | Primaverili | -               | -                 | nd         | 2           | 2           | 1             |
| 1996 | Estivi      | -               | -                 | nd         | 3           | 2           | 2             |
| 1997 | Primaverili | -               | -                 | nd         | -           | -           | 2             |
| 1997 | Estivi      | -               | -                 | nd         | 3           | 3           | 1             |
| 1998 | Primaverili | -               | -                 | nd         | 3           | 2           | -             |
| 1998 | Estivi      | -               | -                 | nd         | 2           | 2           | 3             |
| 1998 | Invernali   | -               | nd                | -          | 2           | 3           | nd            |
| 1999 | Primaverili | -               | -                 | -          | -           | 2           | 2             |
| 1999 | Estivi      | -               | -                 | -          | 3           | 2           | 2             |
| 1999 | Invernali   | -               | nd                | 3          | 2           | 1           | nd            |
| 2000 | Primaverili | -               | -                 | -          | -           | 2           | -             |
| 2000 | Estivi      | -               | -                 | -          | -           | 3           | -             |
| 2001 | Primaverili | -               | 2                 | -          | -           | 3           | -             |
| 2001 | Estivi      | -               | 1                 | -          | -           | -           | -             |
| 2002 | Primaverili | -               | 2                 | -          | -           | 2           | -             |
| 2002 | Estivi      | 2               | 2                 | -          | 3           | -           | -             |
| 2002 | Invernali   | -               | nd                | -          | -           | 2           | nd            |
| 2003 | Primaverili | -               | 1                 | -          | -           | 2           | -             |
| 2003 | Estivi      | -               | 3                 | -          | 1           | 2           | 1             |
| 2003 | Invernali   | -               | nd                | -          | 3           | 1           | nd            |
| 2004 | Primaverili | -               | 2                 | -          | -           | 2           | -             |
| 2004 | Estivi      | -               | -                 | -          | 2           | 1           | 2             |
| 2005 | Primaverili | -               | 2                 | -          | -           | 1           | -             |
| 2005 | Estivi      | -               | 3                 | -          | -           | -           | -             |
| 2005 | Invernali   | -               | nd                | -          | -           | 1           | nd            |
| 2006 | Primaverili | -               | 2                 | -          | -           | -           | -             |
| 2006 | Estivi      | -               | 2                 | -          | -           | -           | 3             |
| 2007 | Primaverili | -               | 2                 | -          | -           | -           | -             |
| 2008 | Primaverili | -               | 3                 | -          | -           | -           | -             |

- nd= non disputati